# Nicolás Sanz de Santamaría
Nicolás José Francisco Sanz de Santamaría Ángulo y Rodríguez Galeano (1670-1751) fue un capitán neogranadino elegido alcalde ordinario de primer voto de Santafe y corregidor de Tunja, Duitama y Cáqueza durante el Virreinato de la Nueva Granada.
Hijo de José Bernanrdo Sáenz de Santamaría, caballero de la Orden de Santiago, Capitán de los tercios españoles en Flandes y gobernador de Maracaibo. Casado con María Josefa Gómez de Salazar. Padre de Ignacio Sanz de Santamaría y Francisco Sanz de Santamaría.Descendiente del conquistador Martín Galeano.